# Velibor Vasović
Velibor Vasović (ur. 3 października 1939 w Požarevacu, zm. 4 marca 2002 w Belgradzie) – jugosłowiański piłkarz grający na pozycji środkowego obrońcy.

## Kariera klubowa
Karierę piłkarską Vasović rozpoczął w Partizanie Belgrad i w sezonie 1958/1959 zadebiutował w pierwszej lidze jugosłowiańskiej. W następnym był już podstawowym zawodnikiem zespołu. Swój pierwszy sukces osiągnął w 1961 roku, gdy został z Partizanem mistrzem Jugosławii. W 1962 roku obronił mistrzostwo kraju, a w 1963 ponownie sięgnął po tytuł mistrzowski. W sezonie 1963/1964 występował w rywalu Partizana, Crvenej Zveździe Belgrad i został z nią mistrzem kraju oraz zdobył Puchar Jugosławii. Po roku wrócił do Partizana i grał w nim jeszcze przez dwa sezony zdobywając kolejny prymat w lidze w 1965 roku.
W 1966 roku Vasović przeszedł do Ajaksu Amsterdam. 26 grudnia tamtego roku zadebiutował w Eredivisie w wygranym 8:0 domowym meczu z USV Elinkwijk. W Ajaksie stał się pierwszym w historii klubu zagranicznym kapitanem. W 1968 roku został mistrzem Holandii, a w 1969 dotarł z klubem z Amsterdamu do finału Pucharu Mistrzów, w którym Holendrzy przegrali 1:4 z Milanem. Kolejne i ostatnie mistrzostwo kraju wywalczył w 1970 roku. W 1971 roku zdobył swój jedyny Puchar Europy (2:0 w finale z Panathinaikosem Ateny), a po sezonie zdecydował się zakończyć piłkarską karierę. W barwach Ajaksu rozegrał 145 meczów i zdobył 13 goli.
| Sezon   | Klub             | Kraj       | Rozgrywki  | Mecze | Bramki |
| ------- | ---------------- | ---------- | ---------- | ----- | ------ |
| 1958/59 | Partizan Belgrad | Jugosławia | I liga     | 4     | 0      |
| 1959/60 | Partizan Belgrad | Jugosławia | I liga     | 16    | 1      |
| 1960/61 | Partizan Belgrad | Jugosławia | I liga     | 22    | 1      |
| 1961/62 | Partizan Belgrad | Jugosławia | I liga     | 22    | 2      |
| 1962/63 | Partizan Belgrad | Jugosławia | I liga     | 24    | 2      |
| 1963/64 | FK Crvena zvezda | Jugosławia | I liga     | 13    | 0      |
| 1964/65 | Partizan Belgrad | Jugosławia | I liga     | 15    | 0      |
| 1965/66 | Partizan Belgrad | Jugosławia | I liga     | 25    | 4      |
| 1966/67 | AFC Ajax         | Holandia   | Eredivisie | 16    | 0      |
| 1967/68 | AFC Ajax         | Holandia   | Eredivisie | 34    | 0      |
| 1968/69 | AFC Ajax         | Holandia   | Eredivisie | 30    | 4      |
| 1969/70 | AFC Ajax         | Holandia   | Eredivisie | 32    | 7      |
| 1970/71 | AFC Ajax         | Holandia   | Eredivisie | 33    | 2      |

## Kariera reprezentacyjna
W reprezentacji Jugosławii Vasović zadebiutował 18 czerwca 1961 roku w wygranym 3:2 towarzyskim spotkaniu z Marokiem. Wystąpił m.in. w eliminacjach do Mistrzostw Świata 1962, Mistrzostw Europy 1964 i Mistrzostw Świata 1966. Łącznie w kadrze narodowej rozegrał 32 mecze i zdobył 2 gole.

## Kariera trenerska
Po zakończeniu kariery Vasović został trenerem. W latach 1971–1973 trenował Partizana Belgrad, ale nie osiągnął tam większych sukcesów. Następnie był szkoleniowcem Proleteru Zrenijanin, a w 1975 roku wyjechał do Francji i został zatrudniony w Angers SCO. W 1976 roku odszedł do Paris Saint-Germain. W 1977 roku został zastąpiony przez duet Ilja Pantelić – Pierre Alonzo. W latach 1978–1979 ponownie prowadził PSG, a następnie pracował w Ethnikosie Pireus. W roku 1986 został trenerem swojej byłej drużyny, Crvenej zvezdy Belgrad, z którą w 1988 roku wywalczył mistrzostwo Jugosławii. W 1989 roku pracował w AC Bellinzona.
Zmarł 3 marca 2002 roku w Belgradzie.